# Manatsu Akimoto
Pour les articles homonymes, voir Akimoto.
Manatsu Akimoto (秋元 真夏, Akimoto Manatsu), née le 20 août 1993 dans la préfecture de Saitama, est une chanteuse et idole japonaise, membre du groupe d'idoles japonais Nogizaka46 de 2011 à 2023, dont elle a été la capitaine depuis 2019.

## Biographie
Akimoto naît dans la préfecture de Saitama le 20 août 1993.
Avant ses débuts dans le divertissement, Akimoto commence très jeune à travailler dans un club de cuisson au collège, avec une camarade Nanami Nishikawa (ex-membre stagiaire d'AKB48 et future membre stagiaire de Nogizaka46). Sa spécialité étant la cuisine, elle rêvait autrefois de devenir un Chef Pâtissier. Akimoto intègre à 15 ans le lycée et travaille dans la même école que Nanami Nishikawa et Risako Yada (cette dernière également future membre stagiaire de Nogizaka46). Toutes les trois travaillent ensemble dans un club de calligraphie à leur lycée.
En 2011, les auditions pour un nouveau groupe sont annoncés et débutent en juin et se terminent le week-end du 20 et 21 août où 56 finalistes se sont affrontées pour 36 places. Manatsu Akimoto s'était inscrite pour auditionner parmi 38 934 personnes au total. Lors des auditions, Akimoto interprète une chanson Oh My Darlin du groupe Nakanomori Band. Elle est choisie avec de nombreuses jeunes filles pour intégrer et former la 1re génération du groupe de Nogizaka46, fondé par le producteur Yasushi Akimoto (aucun lien familial), désormais désigné comme rival officiel du célèbre groupe AKB48 du même producteur.
Mais avant les débuts réels du groupe, Akimoto suspend ses activités avec le groupe pendant un an de septembre 2011 à octobre 2012 pour des raisons académiques ; elle ne débute avec le groupe que sur son 4e single Seifuku no Mannequin qui sort en décembre 2012.
En avril 2013, elle joue aux côtés de ses paires Nanami Hashimoto, Sayuri Matsumura, Marika Itō, Nene Itō et Rina Ikoma dans le drama Bad Boys J avec Tomomi Itano du groupe rival AKB48.
Passée à l'âge adulte en août 2013, Akimoto célèbre son 20e anniversaire en passant sa cérémonie de la majorité le 10 janvier 2014 en même temps que quatre de ses camarades Karin Itō, Yūri Saitō, Kazumi Takayama, et Nanami Nishikawa. Elle participe avec d'autres membres du groupe (Rina Ikoma, Mai Fukagawa, Reika Sakurai, Sayuri Matsumura, Nanami Hashimoto, Yumi Wakatsuki et Nanase Nishino) à Japan Expo de Paris-Villepinte le 4 juillet 2014.
En février 2023, après onze ans d'activité, elle devient la dernière membre de première génération à quitter Nogizaka46. 

## Discographie en groupe
Avec Nogizaka46
| #       | Date de sortie   | Titre                         | Titre original         | A participé aux chansons                                               |
| Albums  | Albums           | Albums                        | Albums                 | Albums                                                                 |
| ------- | ---------------- | ----------------------------- | ---------------------- | ---------------------------------------------------------------------- |
| 1       | 7 janvier 2015   | Tōmei na Iro                  | 透明な色               | Boku ga Iru Basho Kakumei no Uma                                       |
| 2       | 25 mai 2016      | Sorezore no Isu               | それぞれの椅子         | Kikkake Taiyō ni Kudokarete Kuchiyakusoku                              |
| Singles |                  |                               |                        |                                                                        |
| 4       | 19 décembre 2012 | Seifuku no Mannequin          | 制服のマネキン         | Seifuku no Mannequin                                                   |
| 5       | 13 mars 2013     | Kimi no Na wa Kibō            | 君の名は希望           | Kimi no Na wa Kibō Shakiiism Romantic Ikayaki Psychokinesis no Kanosei |
| 6       | 3 juillet 2013   | Girl's Rule                   | ガールズルール         | Girl's Rule Sekai de Ichiban Kodoku na Lover Ningen to iu Gakki        |
| 7       | 27 novembre 2013 | Barette                       | バレッタ               | Barrette Tsuki no Ōkisa Sonna baka na...                               |
| 8       | 2 avril 2014     | Kizuitara Kataomoi            | 気づいたら片思い       | Kizuitara Kataomoi Romance no Start Toiki no Method                    |
| 9       | 9 juillet 2014   | Natsu no Free & Easy          | 夏のFree&Easy          | Natsu no Free & Easy Sono Saki no Deguchi                              |
| 10      | 8 octobre 2014   | Nandome no Aozora ka?         | 何度目の青空か？       | Nandome no Aozora ka? Korogatta Kane wo Narase! Tender days            |
| 11      | 18 mars 2015     | Inochi wa Utsukushii          | 命は美しい             | Inochi wa Utsukushii Tachinaori Chū                                    |
| 12      | 22 juillet 2015  | Taiyō Knock                   | 太陽ノック             | Taiyō Knock Hane no Kioku                                              |
| 13      | 28 octobre 2015  | Ima, Hanashitai Dareka ga Iru | 今、話したい誰かがいる | Ima, Hanashitai Dareka ga Iru Popipappapā Kanashimi no Wasurekata      |
| 14      | 23 mars 2016     | Harujion ga Sakukoro          | ハルジオンが咲く頃     | Harujion ga Sakukoro Yūutsu to Fūsen Gum                               |
| 15      | 27 juillet 2016  | Hadashi de Summer             | 裸足でSummer           | Hadashi de Summer Boku Dake no Hikari                                  |
| 16      | 9 novembre 2016  | Sayonara no Imi               | サヨナラの意味         | Sayonara no Imi Kodoku na Aozora Nidome no Kiss Kara                   |

## Filmographie
Dramas
- 2015 - Hatsumori Bemars[5]

Films
- 2014 - Chōnōryoku Kenkyūbu no 3-nin[6]